# Siodła
Siodła – wieś w Polsce położona w województwie świętokrzyskim, w powiecie kieleckim, w gminie Zagnańsk.
W latach 1975–1998 miejscowość administracyjnie należała do województwa kieleckiego.
Znajduje tu się kamieniołom piaskowica tumlińskiego.